# Jeffrey Beall

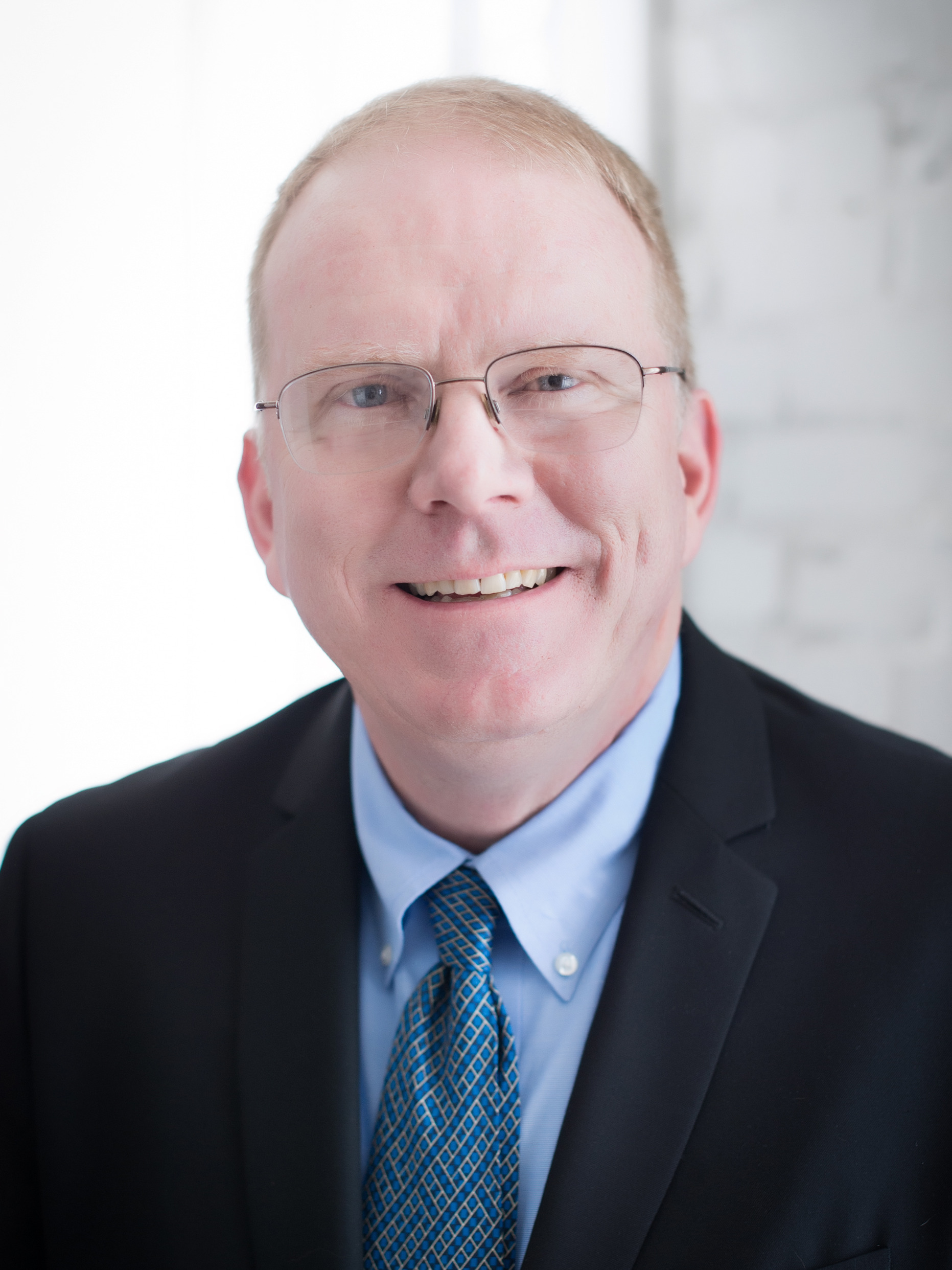
Jeffrey Beall

Jeffrey Beall – amerykański bibliotekarz i bibliotekoznawca, autor listy Bealla i terminu naukowe czasopisma drapieżne.
Związany z Communications Librarian na University of Colorado-Denver. Znany z krytyki systemu open access, który uznał za otwarcie drogi do powstania czasopism drapieżnych, o wątpliwym procesie recenzji. Podczas pracy na tej uczelni ukuł termin naukowe czasopisma drapieżne oraz zaczął w 2012 r. prowadzić listę czasopism, które można do nich zaliczyć. Spis ten zaczęto nazywać listą Bealla, zaś on sam mierzył się z rosnącą krytyką i atakiem oraz dyskredytacją ze strony osób związanych z wydawnictwami tych czasopism. Prowadzenie swojej listy przerwał 16 stycznia 2017 r. pod wpływem nacisków uczelni i z powodu obaw o utratę pracy. Anonimowa grupa osób podjęła się z czasem kontynuowania działalności polegającej na prowadzeniu i aktualizowaniu listy Bealla.